# Dunsink Observatory
Das Dunsink Observatory (irisch Réadlann Dhún Sinche, „Observatorium von Dunsink“) ist eine Sternwarte im Townland Dunsink (Dún Sinche) 8 km nordwestlich des Zentrums von Dublin (Vorort Castleknock), das 1785 eröffnet wurde. Es ist die älteste wissenschaftliche Institution in Irland.

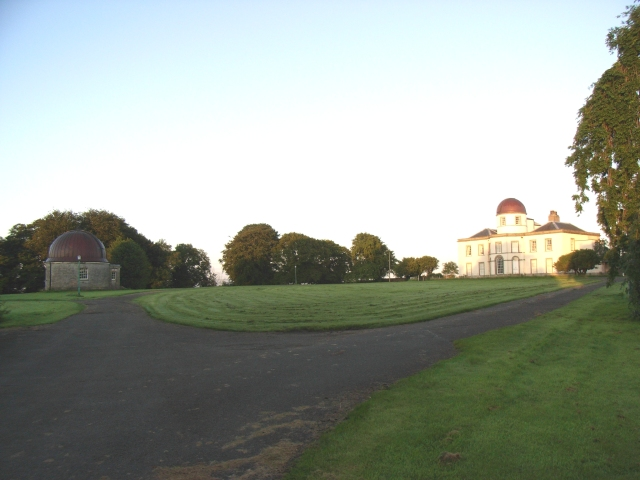
Observatorium, links der South Dome

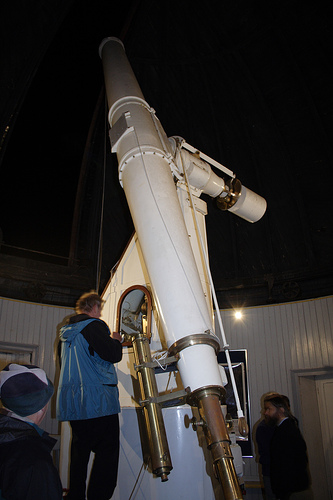
12-inch-Grubb-Teleskop im South Dome

Das Observatorium wurde ab 1783 gebaut und war seit 1792 unter der Leitung des Royal Astronomer von Irland. Es war außerdem dem Trinity College (Dublin) angegliedert – der Royal Astronomer war bis 1922 ein Ehrentitel des Andrews Professors für Astronomie am Trinity College.  Im South Dome außerhalb des Hauptgebäudes ist ein 30-cm-Refraktor, gebaut von Grubb in Dublin. Es wird auch South Teleskop genannt, da Sir James South 1862 die achromatische Linse stiftete. Vorbild der Äquatorialen Montierung war die des Observatoriums in Dorpat (Josef Fraunhofer, 1824). Zuvor hatte South die Linse in einem eigenen Observatorium in Kensington, aus Ärger über eine seiner Meinung nach missglückte Ausführung riss er dieses aber ab und stiftete die Linse dem Trinity College. Heute dient es hauptsächlich Besucherzwecken. Nach dem Vorbild von Dunsink baute die Firma Grubb (später Grubb, Parsons) noch eine Reihe weiterer Teleskope.
Der berühmteste Astronom des Observatoriums war William Rowan Hamilton. Hamilton entdeckte 1843 auf dem Fußmarsch von Dublin nach Dunsink die Quaternionen, woran eine Plakette auf der Broom Bridge längs des Weges erinnert. Weitere Astronomen waren Henry Ussher (1740–1790, erster Andrews Professor für Astronomie am Trinity College), Hermann Brück, John Brinkley (Bischof von Cloyne, Royal Astronomer von 1790 bis 1827).
Seit 1947 ist es der School of Cosmic Physics des Dublin Institute for Advanced Studies angegliedert.
Ab 1880, als mit dem Statutes (Definition of Time) Act eine für die ganze Insel einheitliche Zeit eingeführt wurde, wurde am Dunsink Observatory die offizielle Zeit für Irland gemessen. Die Dublin Mean Time (auch Dunsink Time) ging der Greenwich Mean Time etwa 25 Minuten und 21 Sekunden hinterher. Da sich dies als unpraktisch herausstellte, wurde 1916 die Greenwich Mean Time in Irland eingeführt.